# Variáveis exógenas e endógenas
Em modelos econômicos e econométricos, uma variável exógena refere-se a uma variável que é determinada fora do modelo e representa as entradas de um modelo. Em outras palavras, variáveis exógenas são fixadas no momento em que são introduzidas no modelo. Em contraste, variáveis endógenas são determinadas dentro do modelo e, portanto, representam as saídas de um modelo. O modelo especificado com as variáveis mostra como a mudança de uma variável exógena coeteris paribus afeta todas as variáveis endógenas. 
Geralmente também variáveis explicativas não são perturbações de uma função de regressão, mas estão correlacionados, sendo por isso chamadas de variáveis exógenas.
Nos modelos de desigualdade, os termos "variável declarada (regressiva) - variável endógena", bem como "variável explicativa (regressor) - variável exógena" se aplicam. Em contraste, em modelos de multi-equação, as variáveis endógenas podem ser regressores e regressões de areia; variáveis exógenas, no entanto, apenas nos regressores. 

## Exemplo: modelo de oferta e demanda

Estática comparativa: Este gráfico mostra como um aumento na demanda (induzido, por exemplo, por um aumento na renda disponível) se torna um novo preço de equilíbrio e leva a um novo saldo.

Se um economista quer descobrir o que determina o preço e a quantidade de margens vendidas, então ele estabelece um modelo econômico. Por exemplo, em um mercado de bicicletas, o modelo deve descrever o comportamento do produtor de bicicletas, do consumidor de bicicletas e a interdependência do mercado. Por exemplo, o economista poderia estabelecer um modelo no qual a quantidade solicitada  {\displaystyle Q_{t}} ou seja, a quantidade {\displaystyle Q} de bicicletas, atenda à função de demanda por bicicletas  {\displaystyle D(.)} em função do preço {\displaystyle p} por bicicleta e da renda disponível dos demandantes {\displaystyle Y_{t}} resultando: {\displaystyle Q_{t}=D(p,Y_{t})}. A seguir, ele poderia especificar o modelo que o fabricante de bicicletas oferece na loja de bicicletas {\displaystyle Q_{a}} e também dos preços de itens de bicicletas (acessórios, refletores, etc.): {\displaystyle P_{m}}. Por este meio, encontra-se a função de oferta  {\displaystyle Q_{a}=S(p,p_{m})}. Também se assume que o mercado de bicicletas está em equilíbrio: {\displaystyle Q_{n}=Q_{a}}, O modelo de mercado de bicicletas inclui duas variáveis exógenas (preço dos itens de bicicleta {\displaystyle P_{m}} e renda disponível dos demandantes {\displaystyle Y_{t}}) e duas variáveis endógenas (preço da bicicleta {\displaystyle p} e a quantidade de bicicletas negociadas {\displaystyle Q}). O modelo explica as variáveis endógenas. Por outro lado, as variáveis exógenas não devem ser explicadas: elas são dadas como certas. Este modelo pode mostrar como a mudança em uma das duas variáveis exógenas (ceteris paribus) influencia as duas variáveis endógenas. Se assumirmos que a renda disponível dos consumidores aumenta, a demanda por bicicletas aumenta. Ao mesmo tempo, o preço de equilíbrio e a quantidade de equilíbrio aumentam. Da mesma forma, quando os preços dos itens de bicicleta aumentam, a quantidade de bicicletas diminui e o preço de equilíbrio e a quantidade de equilíbrio diminuem. 

## Variável explicativa exógena e endógena
Na análise de regressão e econometria, uma variável explicativa exógena é uma variável explicativa não correlacionada com a perturbação (a chamada exogeneidade). Uma variável explicativa endógena em um modelo de regressão múltipla é uma variável explicativa que é correlacionada com a variável de perturbação (a chamada endogeneidade), seja por causa de uma variável perdida, um erro de medição ou por causa da simultaneidade. 

## Variáveis exógenas e endógenas atrasadas
Variáveis exógenas e endógenas atrasadas são valores atrasados de uma variável endógena ou exógena em modelos de equações simultâneas.